# Catalina Erauso
Catalina Erauso (castellà: Catalina de Erauso)  (Sant Sebastià, 10 de febrer de 1592 - Cotaxtla, c. 1650) va ser una aventurera, militar i escriptora basca, coneguda com la Monja Alférez.

## Biografia
La seva família la va fer ingressar en un convent en la seva joventut però posteriorment va escapar-se i viatjà per Espanya i Amèrica vestida d'home, exercint diversos oficis, entre els quals el de soldat. L'any 1615 aproximadament va creuar l'atlàntic i es va traslladar a Perú on va participar per primer cop en una batalla. Posteriorment s'enrolaria en un regiment amb destinació a Xile amb el nom d'Alonso Díaz Ramírez de Guzmán que, per motius que es desconeixen, va haver d'abandonar obligada temps després.
Va escriure Historia de la Monja Alférez Doña Catalina de Erauso, escrita por ella misma, que alguns consideren apòcrifa. Segons la seva autobiografia va ser condemnada a mort en diverses ocasions i va escapar, per poc, en tantes altres. En una d'aquestes, en la que creia que estava a punt de morir, va demanar entrevistar-se amb el bisbe Agustín de Carbajal per confessar els seus pecats i d'aquesta manera va esdevenir la primera persona en conèixer la seva veritable identitat.
Ja de tornada a Espanya com a Antonio de Erauso, va sol·licitar una pensió militar per la seva participació a diverses batalles, que li va ser concedida pel mateix rei Felip IV amb la demanda que es vestís «com Déu mana». Ella es va negar donant com a motiu que portava molt temps vestint-se i comportant-se com un home perquè, a tots els efectes, era un soldat. Amb aquest raonament se li va permetre seguir sent Antonio, conservar els seus galons i fer créixer la seva fama. Posteriorment fins i tot aniria a Itàlia a entrevistar-se amb el Papa Urbà VIII, qui la va autoritzar a portar vestits masculins de per vida.
Es tracta d'un dels personatges més populars i controvertits del Segle d'or espanyol, i ha estat objecte de gran quantitat d'estudis i mites sobre la seva vida..

## Cultura popular
L'any 1629, el dramaturg Juan Pérez de Montalbán va escriure La monja alférez, que va tenir molt d'èxit.
S'han fet dues pel·lícules sobre la seva vida:
- La monja alférez (1944), dirigida per Emilio Gómez Muriel.[4]
- La monja alférez (1987), dirigida per Javier Aguirre.[5]